# 力報
力報（英語：Exmoo News），原名：Exmoo力週報，是澳門的中文日報，出版人為中匯國際傳播有限公司，創刊於2011年9月2日。

## 歷史
2011年9月2日，以《力週報》名義推出試刊版，為小報版式，並於同年9月23日正式以週報形式創辦，逢週五免費派發。
2012年4月3日，易名為《力報》並加印週二版，成為一週兩刊。
2012年9月23日，正式以日報形式推出，逢週一至五出版（週六、日及公眾假期休刊）至今，並設定該日為報慶紀念日。
2015年9月1日，正式改版成一份大報版式，並由細分為A、B、C三疊。

## 出版
《力報》為中匯國際傳播有限公司製作出版的澳門報章，現時發行網點已增至600多個，每天發行量5萬份。為澳門目前發行量最高、覆蓋率最廣的報章。
《力報》內容全面覆蓋生活上不同層面，包括以專題式深入報導澳門要聞，輔以香港、中國及國際新聞、產經、娛樂、體育、時尚消費及文化新知等資訊，致力打造澳門人每日必讀之報章。除此，《力報》亦因應澳門市場需求定期推出旅遊刊物《遊澳假期》，為旅客提供全澳最具時效性免費旅遊雜誌。除報章外，《力報》亦提供網頁版、手機應用程式、Facebook專頁、微信平台及Youtube頻道，致力向多媒體發展。

## 員工薪金未能支出
2021年12月1日，香港01報道周焯華案中其中有一名香港人被捕，為有密切關係的遊澳集團行政總裁周振熙。而眾新聞亦報道遊澳集團及旗下《力報》員工尚未獲發薪金，疑因集團需周振熙簽名發薪。據遊澳集團在LinkedIn的公開資料，該集團規模有200至500名員工。

## 外部連結
- 《力報》官方網站 （页面存档备份，存于）
- 《力報》Facebook專頁（页面存档备份，存于）
- 《力報》Youtube頻道（页面存档备份，存于）
- 《遊澳假期》Facebook專頁 （页面存档备份，存于）